# Thomas Nosari
Thomas Nosari (né le 30 septembre 1981 à Reims) est un coureur cycliste français.

## Biographie
En 2008, il remporte ses premières victoires sur le circuit UCI lors du Tour de la Pharmacie Centrale, en Tunisie. En effet, il remporte la deuxième puis la troisième étape au sprint. Il s'empare du maillot de leader de la course qu'il ne quittera plus pour gagner cette course par étapes. Durant cette même année, il gagne également la cinquième étape du Tour Nivernais Morvan et termine troisième du Tour de Côte-d'Or et de Paris-Auxerre.

## Palmarès
- 2002
  - Championnat de Champagne-Ardenne
  - Grand Prix de Saint-Julien-les-Villas
  - 2e du Ruban Nivernais-Morvan
- 2003
  - 3e du Tour de l'Indre
- 2004
  - 2e des Boucles de la Loire
- 2005
  - Prix de Gommegnies
- 2006
  - Grand Prix Gabriel Dubois
  - 2e de la Nocturne de Bar-sur-Aube
  - 2e du Grand Prix des Marbriers
  - 3e de Paris-Chauny
- 2007
  - Prix de Gommegnies
  - 2e du Tour du Loiret
  - 2e du Prix de Saint-Souplet
- 2008
  - Tour de la Pharmacie Centrale :
    - Classement général
    - 2e et 3e étapes

  - Grand Prix d'Aix-en-Othe
  - 5e étape du Tour Nivernais Morvan
  - Souvenir Daniel-Fix
  - 3e du Tour de Côte-d'Or
  - 3e de Paris-Auxerre

## Classements mondiaux
| Année           | 2005 | 2006 | 2007 | 2008 |
| --------------- | ---- | ---- | ---- | ---- |
| UCI Africa Tour |      |      |      | 13e  |
| UCI Europe Tour | 644e |      |      |      |